# Московски дерби
Московски дерби (рус. Главное московское дерби) је утакмица између два московска вечита ривала, Спартака и ЦСКА, два највећа и најпопуларнија спортска друштва у Русији. Историја дербија почиње 1922. године, кад су ове две екипе још имали имена "ОЛЛС" и "МКС“. Кад је постојао Совјетски Савез овај дерби није био популаран; много популарнији је био дерби између Спартака и Кијевског Динама, али је после распада Савеза ово ривалство постало најпопуларније и најпознатије у Русији.

## Историја дербија
Први дерби између Спартака и ЦСКА је одигран 11. јуна 1922., кад су две екипе које су имале називе ОЛЛС и КМС срели у финалу Првенства Москве. Два нападача ОЛЛС-а - Мартинов и Чесноков - били повређени и уместо њих су на терен изашли млади фудбалери Дубинин и Тјуљпанов. Први гол на дербију је дао фудбалер ОЛЛС Савостијанов.

## Статистика клубова
|                           | Спартак                                                                                 | ЦСКА                                                         |
| ------------------------- | --------------------------------------------------------------------------------------- | ------------------------------------------------------------ |
| Шампион Совјетског Савеза | 12 пута: 1936 (јесен), 1938, 1939, 1952, 1953, 1956, 1958, 1962, 1969, 1979, 1987, 1989 | 7 пута: 1946, 1947, 1948, 1950, 1951, 1970, 1991             |
| Шампион Русије            | 10 пута: 1992, 1993, 1994, 1996, 1997, 1998, 1999, 2000, 2001, 2016/17                  | 6 пута: 2003, 2005, 2006, 2012/13, 2013/14, 2015/16          |
| Куп Совјетског Савеза     | 10 пута: 1938, 1939, 1946, 1947, 1950, 1958, 1963, 1965, 1971, 1991/92                  | 5 пута: 1945, 1948, 1951, 1955, 1991                         |
| Куп Русије                | 3 пута: 1993/94, 1997/98, 2002/03                                                       | 6 пута: 2001/02, 2004/05, 2005/06, 2007/08, 2008/09, 2010/11 |

## Рекорди дербија
- Највећа победа Спартака у шампионату СССР - 0:5
- Највећа победа ЦСКА у шампионату СССР - 5:1
- Највећа победа Спартака у шампионату Русије- 0:6
- Највећа победа ЦСКА у шампионату СССР - 1:5
- Највећа победа Спартака у купу СССР - 4:0
- Највећа победа ЦСКА у купу СССР - 0:3
- Највећа победа Спартака у купу Русије - нема
- Највећа победа ЦСКА у купу Русије - 3:0
- Највећа количина голова коју су дали у једној утакмици - 9 (победа Спартака 4:5)
- Највећа количина навијача - 105.000 (1959., 1960. и 1962.)
- 26. јула 2009. је на утакмици било 70.000 навијача. То је највећи рекорд међу свима играма шампионата Русије у историји шампионата.
- Најмања количина навијача - 4.000 (24.10.1993)
- Највећа количина дербија се састојала на стадиону Лужњики - 64 пута.
- Најбољи нападач у историји дербија Вагнер Лав.